# 庆瑞街道
庆瑞街道，是中华人民共和国黑龙江省绥化市庆安县下辖的一个乡镇级行政单位。

## 行政区划
庆瑞街道下辖以下地区：
庆华社区、庆兴社区和庆发社区。